# Graphania conspicua
Graphania conspicua är en fjärilsart som beskrevs av W. Warren 1913. Graphania conspicua ingår i släktet Graphania och familjen nattflyn. Inga underarter finns listade i Catalogue of Life.